# روبول تشارلز
روبول أندريه تشارلز (من مواليد 17 نوفمبر 1960) هو دراغ كوين، وممثل، وعارض ازياء، ومغني، ومخرج، ومنتج، وكاتب اغاني، وشخصية تلفزيونية معروفه، ومؤلف. في عام 2009 قام روبول بإنتاج واستضافة سلسلة المسابقات الواقعية روبول دراق ريس، والتي حصل منها على جائزتين من جوائز ايمي في عامي 2016 و2017. ويعتبر روبول أكثر دراغ كوين نجاحًا في الولايات المتحدة بجانب ليدي باني. تم إدراجه في قائمة مجلة تايم السنوية لأكثر الأشخاص تأثيرا في للعام 2017.
ولد روبول وترعرع في سان دييغو وانتقل بعد ذلك إلى اتلانتا لدراسة الفنون المسرحية. استقر في مدينة نيويورك حيث أصبح مشهوراً ومطلوباً في النوادي الليليه كـ دراق كوين. وحقق روبول شهرة عالمية كمقلد للنساء مع إطلاق أول أغنية له “Supermodel) “You Better Work)، والذي تم تضمينه في أول ألبوم له (Supermodel of the World (1993. في عام 1994، أصبح متحدثًا باسم شركة مستحضرات التجميل العالميه Mac Cosmetics ، وجمع الأموال لصندوق Mac AIDS لمرضى الايدز. وفي نفس العام حصل على برنامج حواري خاص به على قناة في إتش 1 باسم The RuPaul Show والذي استضافه لأكثر من 100 حلقة، بينما شارك في استضافة البرنامج الإذاعي الصباحي في WKTU مع ميشيل فيساج. كان نجاحه مستمراً كمغني واصدر 14 البوم بما في ذلك Foxy Lady (1996)، Champion (2009)، Glamazon (2011)، Born Naked (2014، و (American (2017 .

## روابط خارجية
- روبول على موقع IMDb (الإنجليزية)
- روبول على موقع الموسوعة البريطانية (الإنجليزية)
- روبول على موقع روتن توميتوز (الإنجليزية)
- روبول على موقع ألو سيني (الفرنسية)
- روبول على موقع ميوزك برينز (الإنجليزية)
- روبول على موقع أول موفي (الإنجليزية)
- روبول على موقع قاعدة بيانات برودواي على الإنترنت (الإنجليزية)
- روبول على موقع قاعدة بيانات برودواي على الإنترنت (الإنجليزية)
- روبول على موقع قاعدة بيانات الأفلام السويدية (السويدية)
- روبول على موقع إن إن دي بي (الإنجليزية)